# Шифф, Адам
Адам Беннетт Шифф (англ. Adam Bennett Schiff; род. 22 июня 1960 года, Фреймингхем, Массачусетс) — американский политик-демократ, сенатор США от Калифорнии (с 2024).
Член Палаты представителей Соединённых Штатов от 28-го избирательного округа Калифорнии с 2001 года. Председатель Комитета по разведке Палаты представителей с 2019 года. Председатель комитета по разведке.

## Биография
Родился в еврейской семье. Окончил Стэнфордский университет (1982), получил степень доктора права в Гарвардской школе права (1985).
Вёл частную юридическую практику. Прокурор прокуратуры Соединённых Штатов в Центральном округе Калифорнии с 1987 по 1993 год.
Кандидат на выборах в Ассамблею штата Калифорния в 1994 году. Член Сената штата Калифорния от 21-го округа с 1996 по 2001 год.
Заместитель председателя Комитета по разведке Палаты представителей США с 2015 по 2019 год.
5 ноября 2024 года Шифф победил на выборах в Сенат США от Калифорнии, но вступил в должность до начала официального срока полномочий — 9 декабря 2024 года губернатор Калифорнии Ньюсом привёл его к присяге ввиду отставки днём ранее Лафонзы Батлер. 3 января 2025 года Шифф был приведён к присяге сенатора вице-президентом США Камалой Харрис вместе с другими новоизбранными сенаторами.

## Награды
- Орден Дружбы (16 декабря 2021 года, Армения) — по случаю 30-летия установления дипломатических отношений между Республикой Армения и Соединёнными Штатами Америки, за значительный вклад в укрепление и развитие армяно-американских дружественных отношений и защиту общечеловеческих ценностей[4].
- Медаль Мхитара Гоша (11 апреля 2011 года, Армения) — за значительный вклад в укрепление и развитие армяно-американских дружественных связей, а также в международное признание Геноцида армян[5].